# كوبيلاي أكا
كوبيلاي أكا (بالتركية: Kubilay Aka)‏ هو ممثل تركي ولد في يوم 12 أبريل 1995 في إسطنبول. بدأ التمثيل في سنة 2016. ومثل في مسلسل أنت وطني في سنة 2016 ومسلسل الحفرة في سنة 2017 ومسلسل عشق 101 في سنة 2020. ومثل في مسلسل دوكوز اغوز سنة 2023